# Europese Challenge Tour 2011
De Europese Challenge Tour had in 2011 25 toernooien op de agenda. De Challenge Tour (CT) kwam niet meer naar Nederland, maar er kwamen twee nieuwe toernooien in Italië bij en een toernooi in  Frankrijk.
Achter de naam van de speler staat het totaal aantal overwinningen van die speler op de Challenge Tour, inclusief die overwinning.
Opvallend was dat in 2011 negen toernooien door een Engelse speler werden gewonnen, zeven door een Franse speler werden gewonnen. Gaganjeet Bhullar was de eerste speler uit India die een toernooi op de Challenge Tour won (weliswaar in India, hij was nog geen lid van de CT).
| Start | Toernooi                             | Land                | Winnaar               | OWGR punten | Info                                  |
| ----- | ------------------------------------ | ------------------- | --------------------- | ----------- | ------------------------------------- |
| 16-01 | Gujarat Kensville Challenge          | India               | Gaganjeet Bhullar (1) | 12          | nieuw toernooi                        |
| 10-03 | Abierto Internacional Copa Antioquia | Colombia            | Joaquín Estévez (1)   | 12          | telt ook voor de Tour de las Americas |
| 31-04 | Barclays Kenya Open                  | Kenia               | Michiel Bothma (1)    | 12          |                                       |
| 05-06 | Allianz Challenge de France          | Frankrijk           | Nicolas Meitinger (1) | 12          | nieuw toernooi                        |
| 12-05 | Mugello Tuscany Open                 | Italië              | Anthony Snobeck (2)   | 12          | nieuw toernooi                        |
| 19-05 | Madeira Island Open                  | Portugal            | Michael Hoey (4)      | 18          | telt ook voor de Europese PGA Tour    |
| 26-05 | Telenet Trophy                       | België              | Andrew Tampion (2)    | 12          |                                       |
| 02-06 | Kärnten Golf Open                    | Oostenrijk          | Edouard Dubois (1)    | 12          |                                       |
| 09-06 | Allianz Open Côtes d'Armor Bretagne  | Frankrijk           | Phillip Archer (2)    | 12          |                                       |
| 16-06 | Saint-Omer Open                      | Frankrijk           | Matthew Zions (1)     | 18          | telt ook voor de Europese PGA Tour    |
| 23-06 | Scottish Hydro Challenge             | Verenigd Koninkrijk | Edouard Dubois (2)    | 12          |                                       |
| 30-07 | The Princess                         | Zweden              | Ricardo Santos (1)    | 12          |                                       |
| 7-07  | Acaya Open 2011                      | Italië              | Jamie Moul (1)        | 12          | nieuw toernooi                        |
| 14-07 | Credit Suisse Challenge              | Zwitserland         | Benjamin Hebert (1)   | 12          |                                       |
| 21-07 | English Challenge                    | Verenigd Koninkrijk | Benjamin Hebert (2)   | 12          |                                       |
| 11-08 | Norwegian Challenge                  | Noorwegen           | Andrea Pavan (1)      | 12          |                                       |
| 17-08 | ECCO Tour Championship               | Denemarken          | Daniel Denison (1)    | 12          | ingekort wegens slecht weer           |
| 24-08 | Rolex Trophy                         | Zwitserland         | Benjamin Hebert (3)   | 12          | Pro-Am met beperkt spelersveld        |
| 08-09 | Kazakhstan Open                      | Kazachstan          | Tommy Fleetwood (1)   | 12          |                                       |
| 15-09 | M2M Russian Challenge Cup            | Rusland             | Sam Little (3)        | 12          |                                       |
| 22-09 | Allianz Golf Open Grand Toulouse     | Frankrijk           | Sam Little (4)        | 12          |                                       |
| 29-10 | Fred Olsen Challenge de España       | Spanje              | Matthew Baldwin (1)   | 12          | Pierre Relecom werd 3de               |
| 06-10 | Allianz Golf Open de Lyon            | Frankrijk           | Julien Quesne (2)     | 12          |                                       |
| 13-10 | Roma Golf Open"                      | Italië              | Sam Little (5)        | 12          |                                       |
| 02-11 | Apulia San Domenico Grand Final      | Italië              | Andrea Pavan (2)      | 16          |                                       |

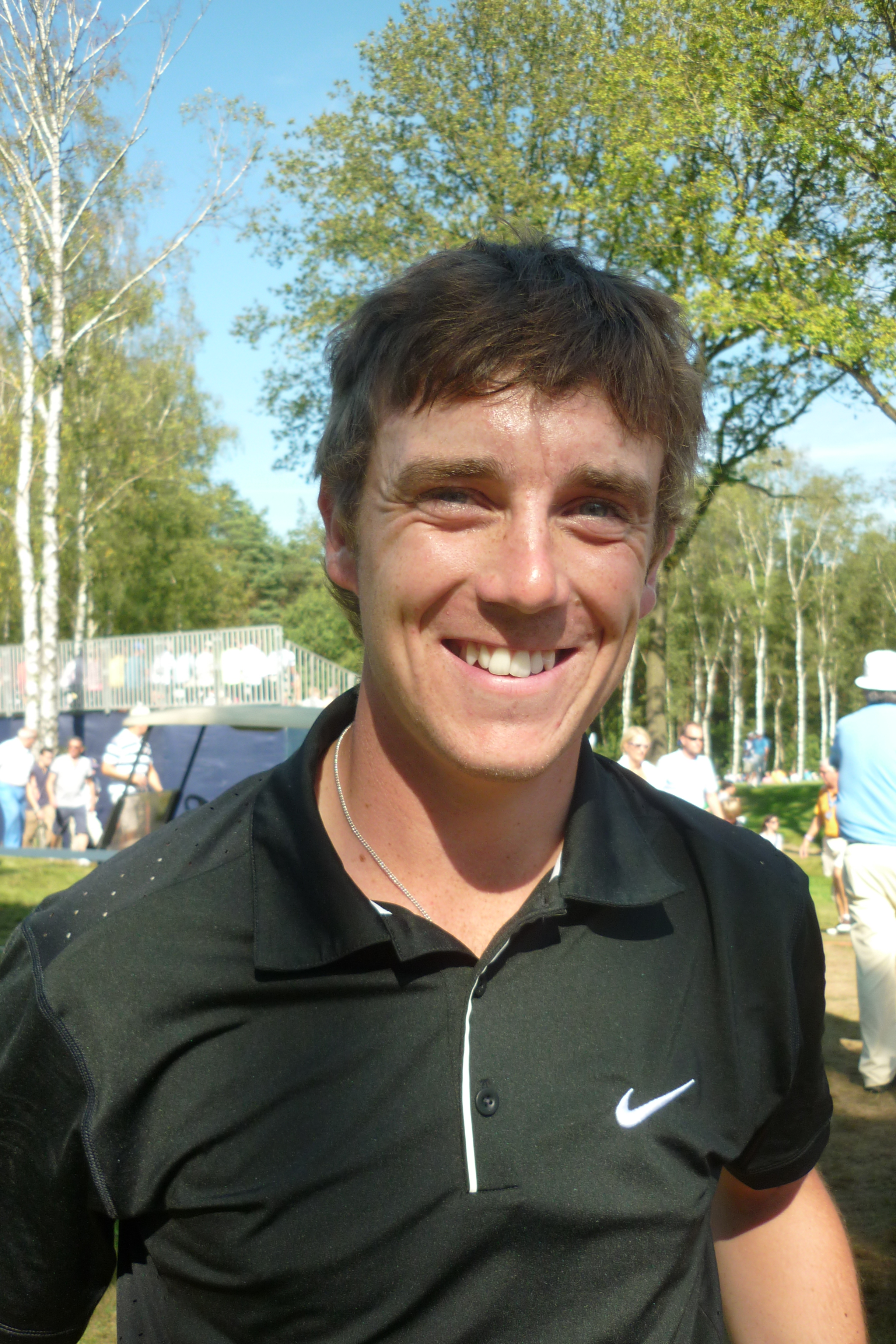
Tommy Fleetwood, winnaar CTR

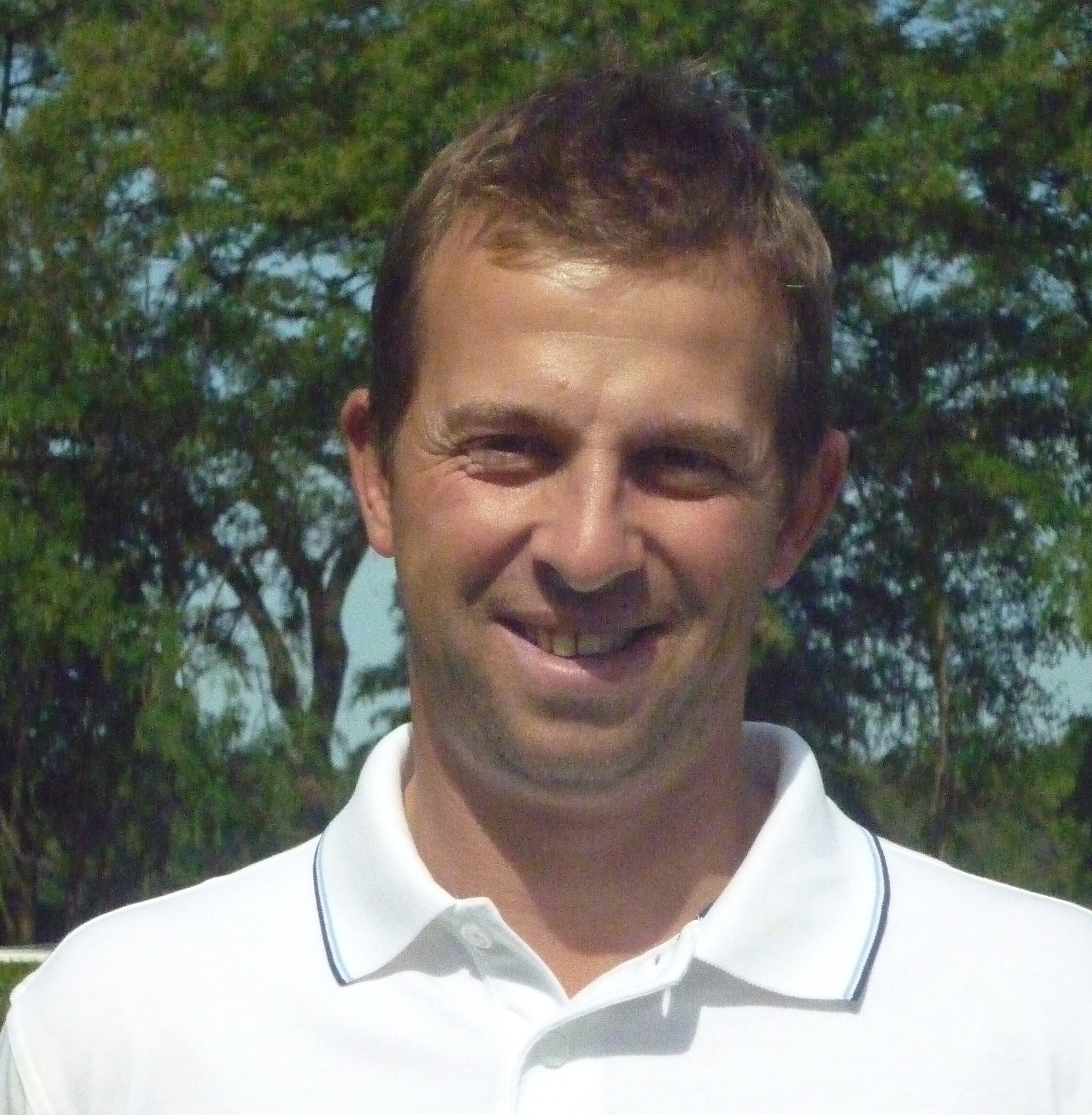
3-voudig winnaar Sam Little

Hoewel Tommy Fleetwood maar 1 toernooi won, won hij ook de Challenge Tour Ranking (CTR). Op de 2de plaats eindigde Andrea Pavan, op de 3de plaats eindigde Sam Little.
1990 ·
1991 ·
1992 ·
1993 ·
1994 ·
1995 ·
1996 ·
1997 ·
1998 ·
1999 ·
2000 ·
2001 ·
2002 ·
2003 ·
2004 ·
2005 ·
2006 ·
2007 ·
2008 ·
2009 ·
2010 ·
2011 ·
2012 ·
2013 ·
2014